# Richard De Méo
Richard De Méo es un deportista francés que compitió en vela en la clase Tornado. Ganó una medalla de bronce en el Campeonato Mundial de Tornado de 1992.

## Palmarés internacional
| \| Campeonato Mundial \| Campeonato Mundial \| Campeonato Mundial \| Campeonato Mundial \| \| Año \| Lugar \| Medalla \| Clase \| \| ------------------ \| ------------------ \| ------------------ \| ------------------ \| \| 1992 \| Perth (Australia) \| Medalla de bronce \| Tornado \| |                   |                   |         |
| Campeonato Mundial |                   |                   |         |
| Año | Lugar             | Medalla           | Clase   |
| 1992 | Perth (Australia) | Medalla de bronce | Tornado |